# Filip Shiroka
Filip Shiroka (1859-1935) fue un poeta clásico Rilindja albanés.
Nacido y criado en Shkodra, su educación corrió a cargo de los franciscanos. Entre sus maestros estuvo el poeta Leonardo De Martino (1830-1923), cuya influencia es omnipresente en los versos de Shikora. Su primar publicación en verso fue All'Albania, all'armi, all'armi! (A Albania, ¡a las armas, a las armas!), un poema nacionalista relativamente débil escrito en italiano en defensa de Ulcinj, que fue publicado en el Osservatore Cattolico de Milán en 1878.
Como muchos intelectuales albaneses de finales del siglo XIX, Filip Shiroka paso gran parte de su vida en el exilio. En 1880, tras la derrota de la Liga de Prizren, emigró a Oriente Próximo y se asentó en Egipto y Líbano, donde trabajó como ingeniero en la construcción del ferrocarril.
El verso en albanés nacionalista, satírico y meditativo de Shiroka fue redactado principalmente entre 1896 y 1903. Se editó en periódicos como el Albania de Faik Konitza, la revista albanesa publicada en Egipto, y el Elçija i Zemers t'Jezu Krisctit (El mensajero del Sagrado Corazón), el periódico mensual religioso de Shkodra. Shiroka, que también usó los seudónimos de Geg Postrippa y Ulqinaku, es el autor de sesenta poemas, tres historias cortas y varias traducciones, en particular de obras religiosas de la liturgia católica. Su colección de poesía Zâni i zêmrës (La voz del corazón, Tirana 1933) fue publicada por Ndoc Nikaj dos años antes de la muerte de Shiroka en Beirut. 
La poesía de Filip Shiroka estuvo inspirada por los autores italianos y franceses de principios del siglo XIX, como Alfred de Musset (1810-1857), Alphonse de Lamartine (1790-1869) y Tommaso Grossi (1790-1853) que había leído de joven en Shkodra. Sus versos no cubren ningún tema inusual o un léxico extraño, ni son todos de calidad literaria, aunque esta afirmación es válida para la mayoría de los poetas Rilindja. Shiroka es recordado como lírico profundamente emocional y por su pureza lingüística, que estaba obsesionado con su propio destino y el de su lejana patria. La nostalgia por el país de nacimiento es un tema recurrente en su obra.